# Alex Kempkens

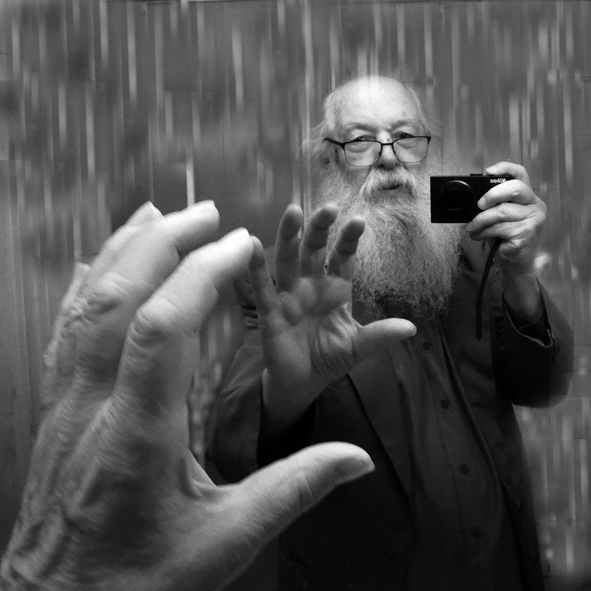
Alex Kempkens Selbst-Portrait, 2021, Alex geht durch den Spiegel

Alex Kempkens (eigentlich Alexander Kempkens; * 24. September 1942 in Linz am Rhein) ist ein deutscher Fotograf, Fotojournalist und Computerkünstler. Er schreibt Artikel und kuratiert Ausstellungen. Kempkens ist Autodidakt.

## Leben

### Unkel am Rhein und Düsseldorf
Alex Kempkens wuchs während des Zweiten Weltkriegs in Scheuren auf. Ab 1947 lebte er in Gerresheim. Seine erste Kamera erhielt er 1951. Im Alter von 14 Jahren begann er eine Lehre als Starkstromelektriker bei den Mannesmannröhren-Werken im Düsseldorfer Stadtteil Rath. Neben seiner Arbeit als Starkstromelektriker fotografierte er mit einer Voigtländer-Kamera, die er von seiner Mutter erhalten hatte. Er absolvierte einen Kurs für Fotolaborarbeit an der Volkshochschule und kaufte sich eine einfache Laboreinrichtung. Ab 1962 wurden seine Fotografien in den Bilderschauen zum Deutschen Jugendfotopreis auf der Photokina gezeigt.
Er besuchte das Abendgymnasium, verließ es aber vor dem Abschluss, um im Oktober 1966 ein zweijähriges Volontariat bei Jürgen Retzlaff, Düsseldorfer Nachrichten, als Bildberichterstatter zu beginnen. Im zweiten Jahr des Volontariats arbeitete er in der Neusser Lokal Redaktion.
Kempkens reiste ab 1965 regelmäßig nach Prag. Er besuchte dort tschechische Bergsteigerfreunde, die er 1964 im Tatra kennengelernt hatte. Am 1. Mai 1967 war er wieder in Prag und fotografierte als Bildberichterstatter die 1.-Mai-Parade. Statt Fotos von Panzern und marschierenden Soldaten zeigten seine Fotos junge Soldaten, die Blues spielten und mit ihren Freundinnen zusammen in der Parade spazierten. Es war Frühling in Prag und die jungen Soldaten zeigten, dass sie den Prager Frühling bereits lebten. Ein Foto wurde in den Düsseldorfer Nachrichten nach seiner Rückkehr veröffentlicht.
Im August 1968 reiste er mit Jochen M. Raffelberg, der ebenfalls Volontär bei den Düsseldorfer Nachrichten war, nach Biafra. Ihre Reportage über den Biafra-Krieg fand überregionale Beachtung. Fünf der Fotografien wurden am 2. September 1968 auf einer Doppelseite im Magazin Der Spiegel unter dem Titel „Ein Volk stirbt“ veröffentlicht.

### München
Im November 1968 zog Kempkens nach München, wo er am 1. Dezember bei der Deutschen Presse-Agentur (dpa), als Fotojournalist anfing. Im Januar 1970 wechselte er zur neugegründeten Zeitung Tz. Ab Herbst 1971 arbeitete er als Freelance-Fotojournalist in München. Im Sommer 1972 assistierte Kempkens beim Werbefotografen Jan Keetman und arbeitete danach ebenfalls als Werbefotograf.
1973 kam die Architektur- und ab Frühjahr 1975 die Endoskopiefotografie für Architekturmodelle hinzu. Seine Endoskopiefotos vom Modell des Neubaus des Bundestages des Architekturbüros Behnisch & Partner erschienen 1976 in der Süddeutschen Zeitung. Die Kunstkritikerin der Zeitung, Doris Schmidt, schrieb eine einseitige Besprechung über den geplanten Neubau des Bundestages in Bonn. In der Bildunterschrift zu den Endoskopfotos notierte sie: „Das ist das erste Mal, dass eine Zeitung endoskopische Bilder eines Architekturmodells veröffentlicht.“ Weitere Veröffentlichungen der Endoskopfotos folgten. Insbesondere seine Endoskopfotos der Planung zur Neugestaltung des Königsplatzes in München führten zu Artikeln über seine Arbeit im P.M. Magazin.
Er setzte die Endoskopie-Fotografie ebenfalls in der Werbung und für freie Experimente ein. Im Januar 1980 hatte er eine Ausstellung seiner Endoskopfotos in München. Darauf folgte erneut eine Serie von Veröffentlichungen in deutschen Magazinen, wie beispielsweise im ZEITmagazin. Im Magazin ProfiFoto schrieb Jürgen G. Gumprich: „Und es ist wohl Alex Kempkens Verdienst, diese gemeinhin der Medizin zugerechnete Technik Endoskopie hierzulande sozusagen hoffähig gemacht zu haben.“ Gumprich bezieht sich mit dieser Aussage auf die Veröffentlichungen in fast allen damaligen deutschen Fotomagazinen, wie beispielsweise Color Foto, Foto Revue und Nikon-News für Amateur- und Berufsfotografen.

### Von Analog zu Digital
Kempkens fotografierte 1982 für das P.M. Magazin mit dem Endoskop einen Computermonitor, in den ein Bild von Albert Einstein einmontiert worden war, das mit „Image Processing“-Software manipuliert war. Die Montage der beiden Bilder wurde als Titelbild für das P.M. „Computerheft ’82“ verwendet. Er kontaktierte nach der Veröffentlichung die Redaktion und erhielt die Informationen, die im Dezember 1982 zum Kauf seines ersten Computers führten. Der Computer war ein PDP11/24+ der Firma DEC.

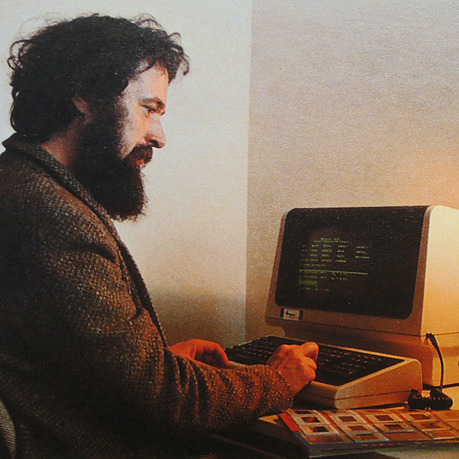
Alex Kempkens arbeitet am Computer PDP11-24+ DEC, 1982

Bereits ab Herbst 1982 experimentierte er mit der „Picture Processing/Image Processing“-Software – das war der damals übliche Name für die Bildverarbeitung und Bildbearbeitung. Im Mai 1983 wurden Bilder seiner Experimente im Magazin Photo Revue zum ersten Mal veröffentlicht. Seine ersten „Digital-Images/Fotos“ wurden von DEC als Einladungskarte zur Messe in München verwendet. Im Januar 1983 wurden im Magazin Chip die digitalen Bilder der Einladungskarte veröffentlicht. Im Artikel „Vom Bild zum Prozess“ schrieb der Autor „Es braucht das Auge eines Künstlers, um neben dem praktischen auch den ästhetischen Nutzen dieser Technik [Image Processing] zu entdecken. […] Das Ergebnis waren Farbbilder in einer Mischung aus Realität und Irrationalem, wie sie kennzeichnend sein können für ein ganzes Zeitalter.“ Der Autor des Artikels sah voraus, dass in den nächsten Jahren die digitalen Bilder, die bis dahin fast ausschließlich in den verschiedensten industriellen, medizinischen und wissenschaftlichen Bereichen eingesetzt wurden, in der Computerkunst neben der Computergrafik einen eigenständigen Platz einnehmen würden. Auf dem Titel der Ausgabe von CHIP wurde für einen Commodore 64 Werbung gemacht.
Die erste Einzelausstellung seiner Experimente wurde unter dem Titel „Digitale Farbfotos“ im Januar 1984 in der „Galerie Kunstlicht“ in München ausgestellt. Die Ausstellung war der Anlass, dass in der ersten Ausgabe des Jahres 1984 die Zeitschrift Form einen vierseitigen Bericht über Kempkens und seine digitalen Kunst- und Werbefotos druckte. In der Einleitung des Artikels stand: „Es ist die klassische Seite der Computer-Grafik: es sind typische Computer-Bilder, diese Beispiele – oder: der Spaß des Künstlers mit dem Computer.“ Das von der Redaktion benutzte Wort „Spaß“ bezieht sich auf die damals noch überwiegend vorhandene Angst vor Computern – auch im Berufszweig der Gestaltung.
Diese Ausstellung besuchte auch der Fotokünstler Klaus von Gaffron. Gaffron sprach Kempkens an und empfahl ihm, sich beim Berufsverband Bildender Künstler München und Oberbayern e. V. (BBK) als Mitglied zu bewerben. Kempkens folgte dem Rat und wurde aufgenommen. Im Dezember 1985 zeigte er in der Gruppenausstellung „Fotografie Porträt“ in der Galerie der Künstler digitale Fotoporträts.

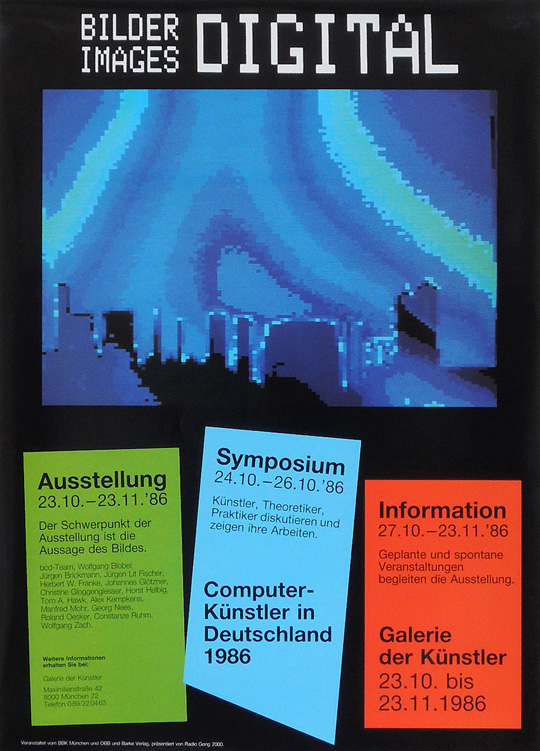
Plakat zur Ausstellung Bilder Images Digital 1986 in der Münchner Galerie der Künstler; Digital-Bild von Alex Kempkens Landscape 1

Anfang 1985 hatte Kempkens die Idee, eine Gruppenausstellung zur Computerkunst in München in der Galerie der Künstler der Ausstellungskommission des BBK vorzuschlagen. Sein Konzept wurde im Herbst 1985 akzeptiert, und die Ausstellung „Bilder Images Digital“ fand im Oktober 1986 in der Galerie der Künstler statt. Er organisierte, kuratierte die Ausstellung und zeigte ebenfalls seine eigenen Werke. Zur Ausstellung produzierte er den Katalog „Bilder Images Digital, Computerkünstler in Deutschland ’86“. Auf dem Ausstellungsplakat stand als Motto „Der Schwerpunkt der Ausstellung ist die Aussage des Bildes“. Kempkens betonte dies ebenfalls im Vorwort des Kataloges ausdrücklich, als er schrieb „Wir stellen Bilder aus“. Es war von ihm als eine klare Abgrenzung zur Computergrafik geplant, und er dachte dabei an die kommende Dominanz der digitalen Bildwelten.
Parallel zur Ausstellung veranstaltete er ein Symposium und einen Workshop in der Galerie der Künstler. Zum Symposium hatte er unter anderem die ersten Computerkunstpioniere Frieder Nake und Georg Nees eingeladen. Der Moderator des Symposiums war Richard Kriesche. Der Kritiker der Münchner Abendzeitung, Peter M. Bode, schrieb über das Symposium: „Die Computerkünstler streiten sich also, daß die Fetzen fliegen […] so ähnlich leidenschaftlich müssen die Diskussionen gewesen sein, als die Photographie aufkam.“ Der Pionier dieser Kunst, Georg Nees, schrieb in einem Leserbrief an die Zeitung „BilderDigital“: „Mit der größten Befriedigung darf ich sagen, daß ich noch nie in der jungen Geschichte der Computerkunst ein so eindringliches Ereignis erlebt habe, wie das Münchner Symposium.“ Nees hatte für die Ausstellung eine neue Serie von Architekturzeichnungen einer Spielwelt erstellt. Nees schrieb in seinem Leserbrief ebenfalls, dass ihm die Gespräche mit der jungen Generation der Computerkünstlern beim Symposium gut gefallen hätten.
Beim Workshop standen zum ersten Mal in Deutschland in einer Kunstausstellung sechs Amiga 1000 mit einer angeschlossenen Videostation und einem Farbdrucker für die Experimente der jungen und alten Besucher zur Selbstbedienung bereit. Sie konnten Computerbilder malen und farbig ausdrucken lassen. Über die Videostation wurden Vorlagen von Analog zu Digital gewandelt und danach manipuliert. Die Resultate konnten ebenfalls in Farbe ausgedruckt werden.
Zur Ausstellung „Bilder Images Digital“ verschrottete Kempkens eine IBM-Rechenanlage und nannte die Aktion und Performance „Computerburger“. Diese Rechenanlage hatte über ein Jahrzehnt vorher beim Kauf durch ein Unternehmen etwa eine Million Deutsche Mark gekostet. Die Aktion geschah im September 1986 in einer Recyclinganlage für Autos und Sonstiges in München. Von der Aktion wurde ein Video produziert. Als „Computerburger“ standen die Reste in eine Tonne gepackt in der Eingangshalle der Galerie der Künstler, und das Video wurde dort gezeigt.
Ab 1987 folgten weitere Ausstellungen seiner Werke. Zu erwähnen ist der Auftrag von Ferdinand Ullrich für die Ausstellung „Arbeit und Rhythmus“ zu den 41. Ruhrfestspielen in Recklinghausen 1987 das Computerspiel „Zeche Recklinghausen II. Das Abenteuer ein Bergmann zu sein. 1903–1913“ nach einer Idee von Ullrich zu produzieren. Im Jahr 1987 wurde er zur Gruppenausstellung „Entgrenzte Grenzen 1“ im Künstlerhaus Graz eingeladen. Ein Symposium hierzu fand in Venedig statt.

### Montreal
Im Februar 1986 wurde Kempkens von Hervé Fischer aus Montreal kontaktiert. Fischer hatte mit seiner Partnerin Ginette Mayor das Unternehmen „La Cité des arts et des nouvelles technologies de Montréal“ gegründet, um die Ausstellung „Images du Futur“ in Montreal zu realisieren. Fischer lud Kempkens ein, seine „Digital-Bilder/digitalen Werke“ in der Ausstellung zu präsentieren, die ab Mai 1986 für mehrere Monate im alten Hafen von Montreal zu sehen war. Kempkens sendete seine Arbeiten nach Montreal. Seine digitalen „Werke/Bilder“ wurden ebenfalls 1987, 1990, 1991 und 1994 in der Ausstellung „Images du Futur“ gezeigt. Für den Katalogtitel und das Ausstellungsplakat von „Image du Futur ’90“ wurde ein Bild von ihm ausgewählt. Das gesamte Archiv der Ausstellung „Images du Futur“ befindet sich heute im Besitz der Daniel Langlois Foundation und kann online zur Recherche genutzt werden.
Zur Ausstellung „Images du Futur“ 1991 wurde Kempkens von Fischer und Major eingeladen, nach Montreal zu kommen. Er reiste nach Montreal und blieb nach der Ausstellung weiter in der Stadt. Fischer kannte die Architekturfotos von Kempkens aus München und forderte ihn deshalb auf, „schöne Fotos“ von Vieux-Montréal zu machen. Kempkens übernahm diese Aufgabe, welche eine besondere Herausforderung darstellte, weil jedes Haus in Vieux-Montréal bereits ausführlich architektonisch beschrieben und fotografiert war. Phyllis Lambert, die Gründerin des Centre canadien d’architecture, Canadian Centre for Architecture (CCA) in Montreal, wohnt selbst in dem Viertel und hat eine der ersten Dokumentationen erstellt. Sie war verantwortlich für den Auftrag an Ludwig Mies van der Rohe das Seagram Building in New York City zu bauen.

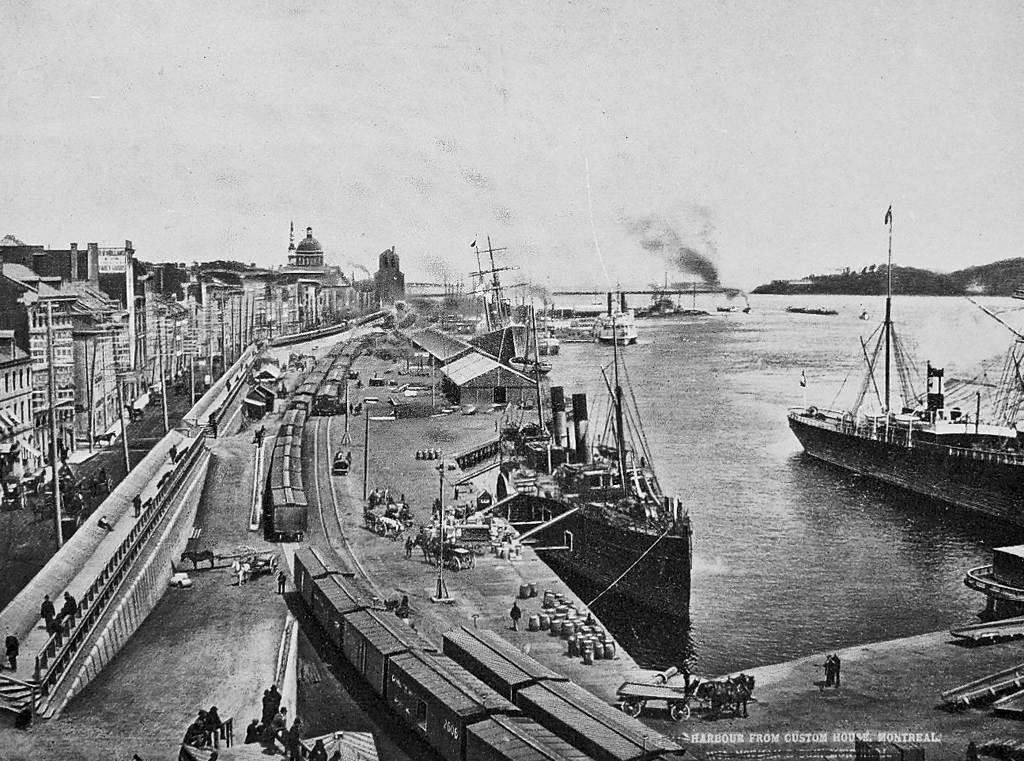
Alter Hafen von Montreal (Foto circa 1899)

Kempkens' Fotos von Vieux Montréal wurden 1992 in der von ihm gegründeten Galerie „Le Compagnonnage“ ausgestellt, und dazu gab er das Buch „Pierres de chants de Montréal“ heraus. Der Text von Monique Brunet-Weinmann „La Dialectique du Mur et de la Voie“ beschreibt das Ergebnis als En cette année du trois cent cinquantième anniversaire de sa fondation, il est admirable qu’un citoyen nouveau-venu, nous rappelle le plan fondateur de Ville-Marie, dessine par les solides fondations de ses bâtiments. Puisse-t-on entendre ces pierres des Chants (…). (Übersetzung: „In diesem Jahr des 350. Jahrestages seiner Gründung, ist es bewundernswert, dass ein neu angekommener Bürger uns helfen kann, die alten Pläne von Ville-Marie, von der soliden Basis der Gebäude skizziert, wieder zu erkennen. Mögen wir diese Steine singen hören …“.) Brunet-Weinmann vergleicht die Fotos zu den Radierung von Paris, die Charles Meryon zur Zeit von Baudelaire anfertigte. Die Gebäude in Alt Montreal waren nicht einzeln und isoliert fotografiert worden, wie in der Architekturfotografie üblich, sondern Kempkens hat sie in dem gewachsenen Umfeld der Stadtlandschaft integriert abgelichtet. Die Architekturfotos von Vieux Montréal wurden 1997 parallel zum Le Mois de la Photo in Montréal erneut in einer Einzelausstellung im Bonsecours Markt präsentiert.
Im Herbst 1992 wurde Kempkens von Jacques Charbonneau, Gründer des „Centre Copie-Art“ in Montréal, eingeladen, Artist in Residence der „Galerie Arts Technologiques du Centre Copie-Art“ zu werden. Im Januar 1993 hatte er dort seine erste Einzelausstellung mit dem Titel „Was sucht der Prinz im Wald?, Que cherche le prince dans la forêt?“ Er wurde ein aktives Mitglied der Gruppe „Centre Copie-Art“. Es folgten weitere Einzel- und Gruppenausstellungen in der Galerie Arts Technologiques und in anderen Galerien in Montreal.

### Niederrhein
1999 kam Kempkens nach Deutschland zurück und lebt heute am Niederrhein. Er nahm ab 2000 sowohl mit Analog- als auch Digitalfotos an mehreren Ausstellungen in Deutschland teil, wie beispielsweise an dem Kulturfestival Duisburger Akzente. Neue Künstler lernte er bei Ausstellungen und Lesungen kennen, insbesondere Oskar Fahr, Poet, Journalist und Philosoph. Oskar Fahr überzeugte Michael Arenz, Autor, Herausgeber der Zeitschrift Der Mongole wartet, einen Artikel über Kempkens zu veröffentlichen. Fahr schrieb für die Ausgabe 2002 einen Text über Kempkens und nutzte dessen Digitalfotos zur Illustration seiner Gedichte in derselben Ausgabe von Der Mongole wartet. Fahr schrieb zu den Bildern von Kempkens: „Diese Feen und Wasserjungfrauen, meistens im Vordergrund, tragen keinen Badeanzug, aber sie spielen miteinander, wenn sie zu zweit sind. Es ist bei dem Computerkünstler nicht anders als bei Arnold Böcklin. Die Rheintöchter von Kempkens besitzen Gegenwärtigkeit, und sie erzeugen Gegenwart.“ Fahr bezieht sich in seinem Text auf die Bilder der Ausstellung „Provider In An Other Time“ bei den 23. Duisburger Akzenten. Kempkens hatte in Duisburg, wie auch in Montreal, die Bilder der jungen Frauen der Stadt mit der heutigen Architektur der Stadtlandschaft und der Rheinlandschaft verschmolzen. Das korrespondierte zum Thema und den Bildern der Ausstellung „Was sucht der Prinz im Wald?“, wo er den Prinzen die Prinzessin in der modernen Stadt suchen lässt und nicht im Wald der Märchen. Arenz veröffentlichte, unter dem von ihm gewählten Titel „Satori in Montreal“, in der Ausgabe 2004 Gedichte und Bilder von Kempkens.
Im November 2014 wurden Architekturfotos von Kempkens aus dem Jahr 1975 im Buch „Helmut von Werz – Ein Architektenleben 1912–1990“ veröffentlicht und in der Ausstellung „Helmut von Werz“ in der Architekturgalerie München gezeigt.

## Werk

### Kataloge und Bücher
- Bilder Images Digital – Computerkünstler in Deutschland ’86, Barke Verlag, München 1986.
- Pierres des chants de Montréal: Vieux Montréal – Old Montreal, Galerie Le Compagnonnage, Montreal 1992, OCLC-Nummer 231856031
- Was sucht der Prinz im Wald? Que cherche le prince dans la forêt? What is the prince looking for in the forest?, Le Centre Copie-Art Montréal, München 1993, OCLC-Nummer: 300085818

### Autobiografien
- Conflict photography by Alex Kempkens: Die Angst des Siegers vor dem Verlierer. epubli, 2018, ISBN 978-3-7375-0128-6.
- Niederrhein Nordwest – Landschaft pur, Lower Rhine Northwest - Pure Landscape. epubli, 2019, ISBN 978-3-7485-1960-7.
- Die Mondfee: Nächte in Montreal – ein autobiographisches. Selbstverlag Alexander Kempkens, Duisburg-Rheinhausen 2020, ISBN 978-3-9821653-0-1.
- Autobiografie – Alex Kempkens Autodidakt. Selbstverlag Alexander Kempkens, Duisburg-Rheinhausen 2021, ISBN 978-3-9821653-63.
- Streng persönliches Theater – Digital-Art-Fotografie von Mädels und Alex. Selbstverlag Alexander Kempkens, Duisburg-Rheinhausen 2022. ISBN 978-3-9821-6537-0.

### Zeitschriftenbeiträge
- Makro-fotografische Einblicke. Professional CamerA, Nr. 3, Mai/Juni 1980, JV-Journal-Verlag, München 1980, S. 78–81.
- Yes, But a computer says more than a tausend pictures! ’landscap 8. In: Select-Magazin. Nr. 6, Mai/Juni 1983.
- Computer-Burger, In: Bilder Digital. Magazin Nr. 2, 1986, Barke Verlag, München, S. 17–18.
- Bilder Images Digital - Computerkünstler in Deutschland, In: Bilder Digital. Nr. 1, 1988, Barke Verlag, München, S. 17–18.
- Warum simulieren sie nicht Gott, Herr Nees?!, In: Bilder Digital, März 1990, Barke Verlag, München, S. 21.

## Ausstellungen

### Einzelausstellungen
- 1984: Digital Art, Galerie Kunstlicht, München.
- 1986: Alex Kempkens, Galerie E, Zürich.
- 1993: Que cherche le prince dans la forêt?, Galerie Arts Technologiques, Montréal.
- 1994: Les Courants Nocturnes, Galerie Arts Technologiques, Montréal.
- 1997: Pierres des chants de Montréal, Galerie Le Compagnonnage, Montréal.
- 2001: La fée de Montréal danse pour moi, Galerie Gerber, Duisburg.
- 2020: Die Mondfee: Nächte in Montreal, Dat Atelljee, Duisburg-Rheinhausen
- 2021: Alex Kempkens – Autodidakt, Dat Atelljee, Duisburg-Rheinhausen
- 2022: Streng persönliches Theater, Dat Atelljee, Duisburg-Rheinhausen

### Gruppenausstellungen
- 1962–1968: Deutscher Jugendfotopreis, Photokina, Köln.
- 1968/1969: World Press Photo.
- 1970: V. Interpressfoto, Prag.
- 1971/1972: World Press Photo.
- 1986: Image du future, Montreal.
- 1986: Bilder Images Digital, München.
- 1986: SIGGRAPH, Dallas.
- 1987: Das Abenteuer ein Bergmann zu sein, 1903–1913, Museum Recklinghausen.
- 1987: Images du Futur, Montréal.
- 1987: Entgrenzte Grenzen, Graz.
- 1987: F.A.U.S.T Forum des Arts de L’Univers Scientifique et Technique, Toulouse.
- 1988: Bavarian Art Nowadays, Kairo, Alexandria.
- 1989: 25 Jahre Computerkunst, BMW Pavillon, München.
- 1990: Images du Futur, Montréal.
- 1991: Images du Futur, Montréal.
- 1994: Immigrant. Images du Futur, Montréal.
- 1994: La marche pour la liberté, Galerie Arts Technologiques, Montréal.
- 1995: La fille et son Chat-cheval, Galerie Circa, Montréal.
- 1995: Atrium Verre, Centre Copie-Art dans le cadre de ISEA, Montréal.
- 1997: Don Quichotte, Centre Copie-Art, Montréal.
- 1999: Tête ou Bitch, Conseil de la sculpture du Québec, Montréal.
- 2000: Provider in an other time, Projekt ArtCrossing, 23. Duisburger Akzente.
- 2014: Helmut von Werz – Ein Architektenleben 1912–1990, Architekturgalerie, München.
- 2022: Neue Nachbar*innen, Architekturmuseum der TUM in der Pinakothek der Moderne, München.

## Preise und Auszeichnungen
- 1968: Deutscher Jugendfotopreis für Jugend und Alter
- 1970: Silbermedaille, V. Interpressfoto Prag für Demonstrant und Polizei (München)
- 1978: Kodak Kalender Wettbewerb Stuttgart für Natur als Baumeister (Endoskopiefotografie)